# 本韋德鎮區 (明尼蘇達州波普縣)
本韋德鎮區（英語：Ben Wade Township）是位於美國明尼蘇達州波普縣的一個行政鎮區。

## 地方資料
本韋德鎮區的面積為91.61平方千米，當中陸地面積為88.28平方千米，而水域面積為3.33平方千米。根據2020年美國人口普查的數據，當地共有人口262人，而人口密度為每平方千米2.86人。